# Heinrich Dietrich (Politiker)
Heinrich Dietrich (* 17. April 1907 in Bochum; † 1. Januar 1966 in Bremen) war ein deutscher Politiker (KPD). Von 1946 bis 1959 war er mit Unterbrechungen Mitglied der Bremischen Bürgerschaft.

## Leben
Heinrich Dietrich wurde am 17. April 1907 als Sohn des Maurers Heinrich Dietrich (* 1886) und seiner Partnerin Pauline Wilhelmine geb. Huth (* 1885) in Bochum unehelich geboren. Seine Eltern heirateten erst am 10. Mai 1910 in Ahlen (Westfalen), wo er drei Jahre alt war.
Dietrich war Maurer von Beruf und arbeitete als Polier auf dem Bau.
Seit 1930 war er Mitglied der KPD, der RGO und der Roten Hilfe. 1933 wurde er aus politischen Gründen inhaftiert.
Von 1946 bis 1951, vom 14. Oktober 1953, als er für Hans Meyer nachrückte, bis 1955 und von 1956 bis zur Aufhebung der KPD-Mandate für die Bremische Bürgerschaft als Landtag durch den bremischen Staatsgerichtshof am 7. Januar 1957 gehörte er der Bremischen Bürgerschaft an; bis zum Ende der Legislaturperiode dann nur noch als Mitglied der Bremer Stadtbürgerschaft. Zunächst Mitglied der KPD-Fraktion, war er seit dem KPD-Verbot Mitglied der Fraktion der Gruppe Unabhängiger Sozialisten, in der sich die bisherigen KPD-Abgeordneten in der Bürgerschaft vereinigt hatten. Dietrich trat zur Bürgerschaftswahl in Bremen 1959 mit der Wählervereinigung gegen atomare Aufrüstung für Frieden und Verständigung (WgaA) an, die aber an der 5 %-Hürde scheiterte.
Dietrich war seit dem 4. März 1939 mit Betti geb. Schumacher (1900–1973) verheiratet. Die Eheschließung fand in Bremen statt. Heinrich Dietrich starb am 1. Januar 1966 in seiner Wohnung in der Feldstraße 158 in Bremen im Alter von 58 Jahren.